# Billund Lufthavn
Billund Lufthavn (IATA: BLL, ICAO: EKBI) is een luchthaven in de Deense regio Zuid-Denemarken, 2 kilometer ten noordoosten van de plaats Billund.
Het vliegveldterrein grenst in het noordoosten aan de woonkern van Billund. De start- en landingsbaan is ruim 3 kilometer lang en bezit aan beide zijden op- en afritten naar de terminals. Op het gebied van vracht is het de grootste luchthavenaccommodatie van Denemarken. Verder worden veel passagiers (toeristen) aangetrokken door de nabijheid van het beroemde Deense pretpark Legoland.